# (8310) Seelos
(8310) Seelos (1996 PL2) – planetoida z pasa głównego asteroid okrążająca Słońce w ciągu 3,55 lat w średniej odległości 2,33 au. Odkryta 9 sierpnia 1996 roku.